# Album al numero uno nella Billboard 200 nel 2019

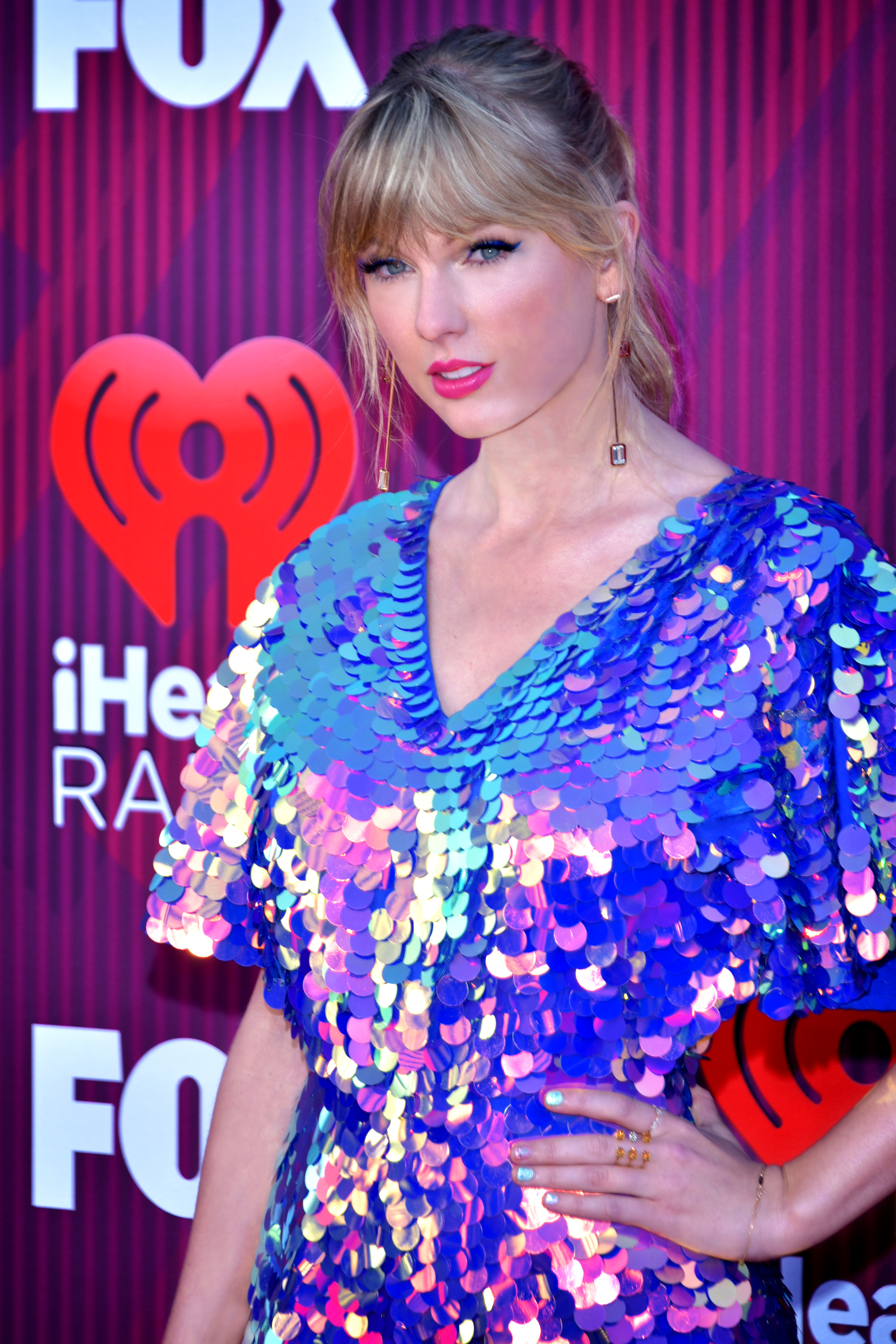
Lover, il settimo album in studio della cantante Taylor Swift, ha ottenuto il più alto numero di vendite nella settimana di apertura, diventando anche l'album più venduto del 2019.

Di seguito è proposta la lista degli album al numero uno nella Billboard 200 nel 2019. La Billboard 200 è una classifica musicale che considera gli album e gli EP più di successo negli Stati Uniti. I dati vengono raccolti dalla compagnia Nielsen SoundScan e, in seguito, la classifica finale viene pubblicata settimanalmente dalla rivista Billboard. La classifica si basa sulle unità equivalenti ad album, che includono le vendite fisiche, le vendite digitali e lo streaming sulle piattaforme online delle singole tracce di un album.

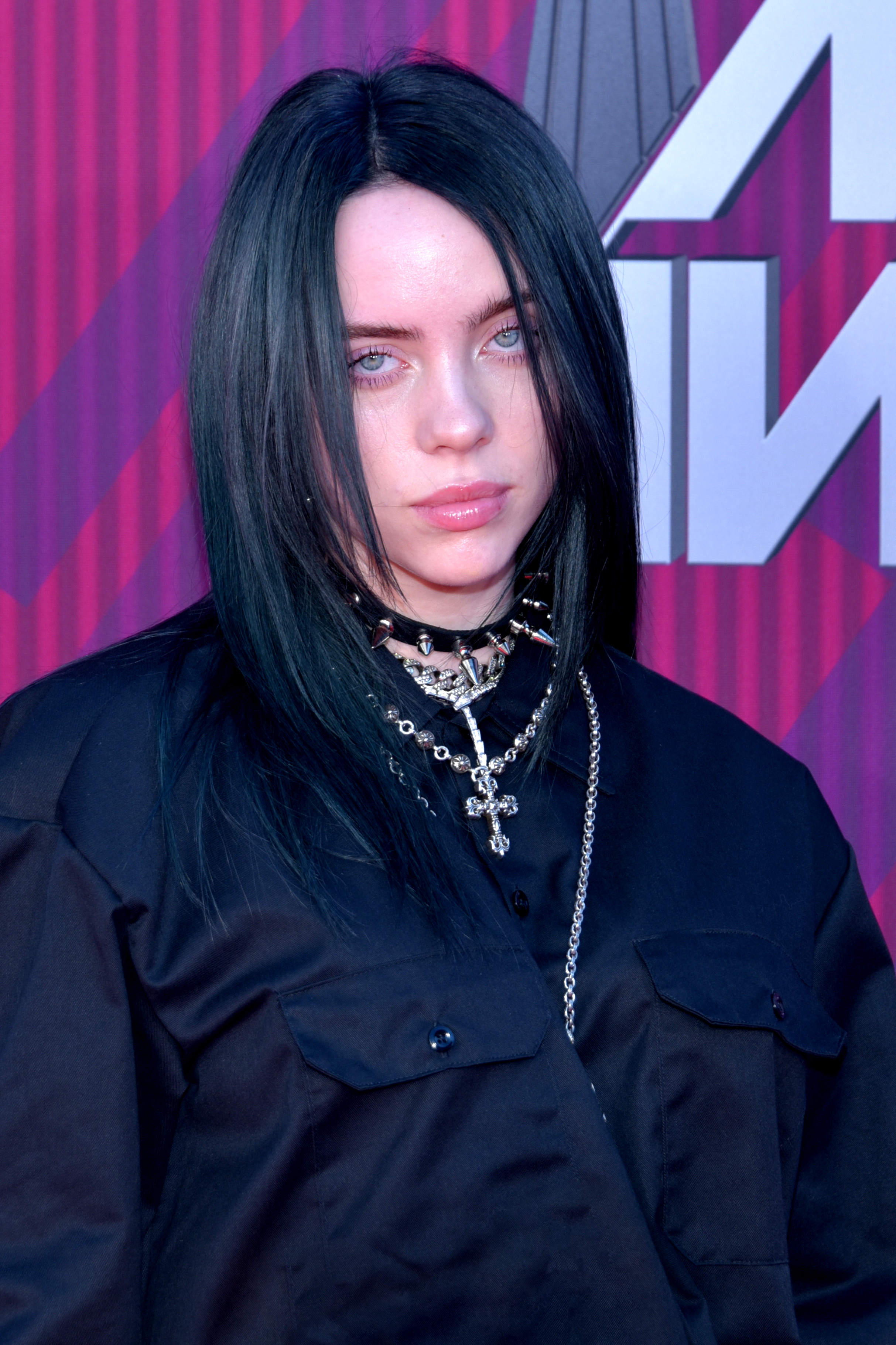
When We All Fall Asleep, Where Do We Go?, l'album di debutto della cantante americana Billie Eilish, è stato l'album con le migliori prestazioni del 2019.

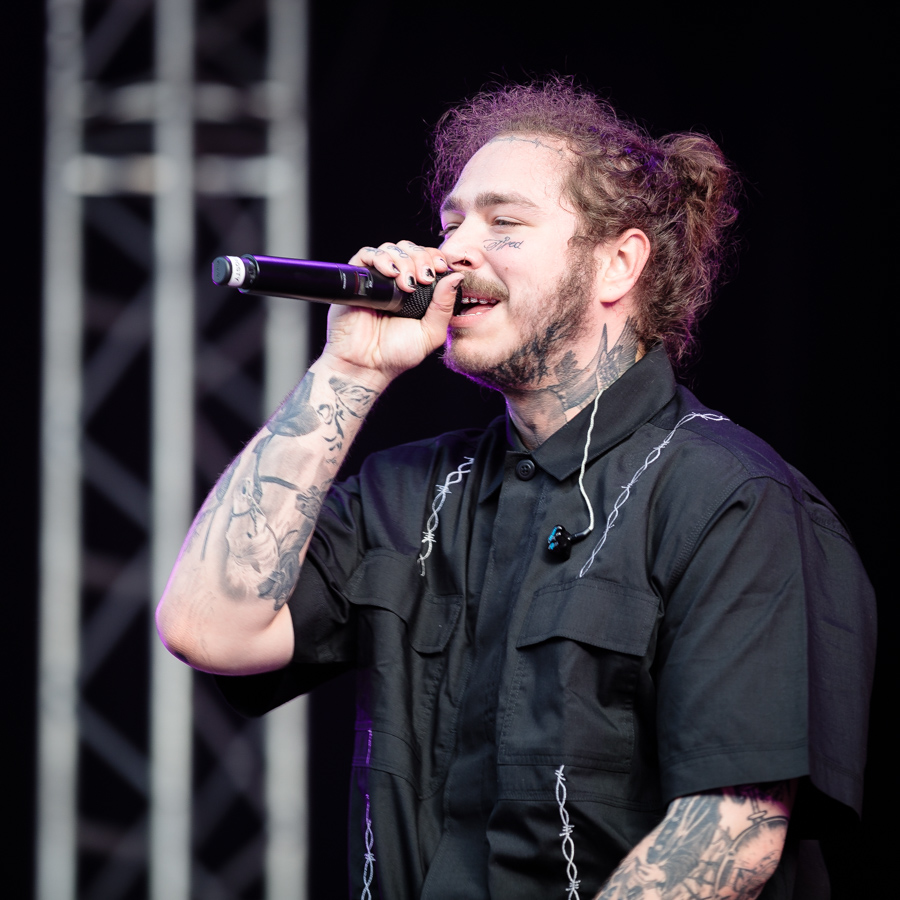
Hollywood's Bleeding, del cantante americano Post Malone, è stato l'album con la più lunga permanenza in cima alla classifica, con 5 settimane non consecutive.

Diversi artisti hanno ottenuto il loro primo album numero uno della carriera, ovvero: 21 Savage, A Boogie wit da Hoodie, Hozier, Juice Wrld, Nav, Billie Eilish, Khalid, Tyler, the Creator, The Raconteurs, Young Thug, Luke Combs, DaBaby, SuperM, YoungBoy Never Broke Again, Trippie Redd e Roddy Ricch.
Durante il 2019 si è assistito a un ritorno in vetta alla classifica da parte di artisti che erano assenti da anni: la band rock americana Tool (gruppo musicale) ha ottenuto il suo primo album numero uno dopo 13 anni dall'ultimo successo, i Jonas Brothers sono ritornati in vetta dopo 10 anni. I Backstreet Boys hanno pubblicato un album dopo 6 anni di assenza, ottenendo la loro prima numero uno dal 2000, mentre Céline Dion ha raggiunto la numero uno nuovamente dal 2002.
L'album di debutto della cantante statunitense Billie Eilish, When We All Fall Asleep, Where Do We Go?, è diventato l'album con le migliori prestazioni del 2019, concludendo in cima alla classifica di fine anno Billboard 200 Year-End. Inoltre, la Eilish è diventata la prima artista nata nel 21º secolo a ottenere un album al numero uno della classifica. Lover, il settimo album in studio della cantante Taylor Swift, è diventato l'album più venduto del 2019, nonché quello con il più alto numero di copie vendute nella settimana di apertura.

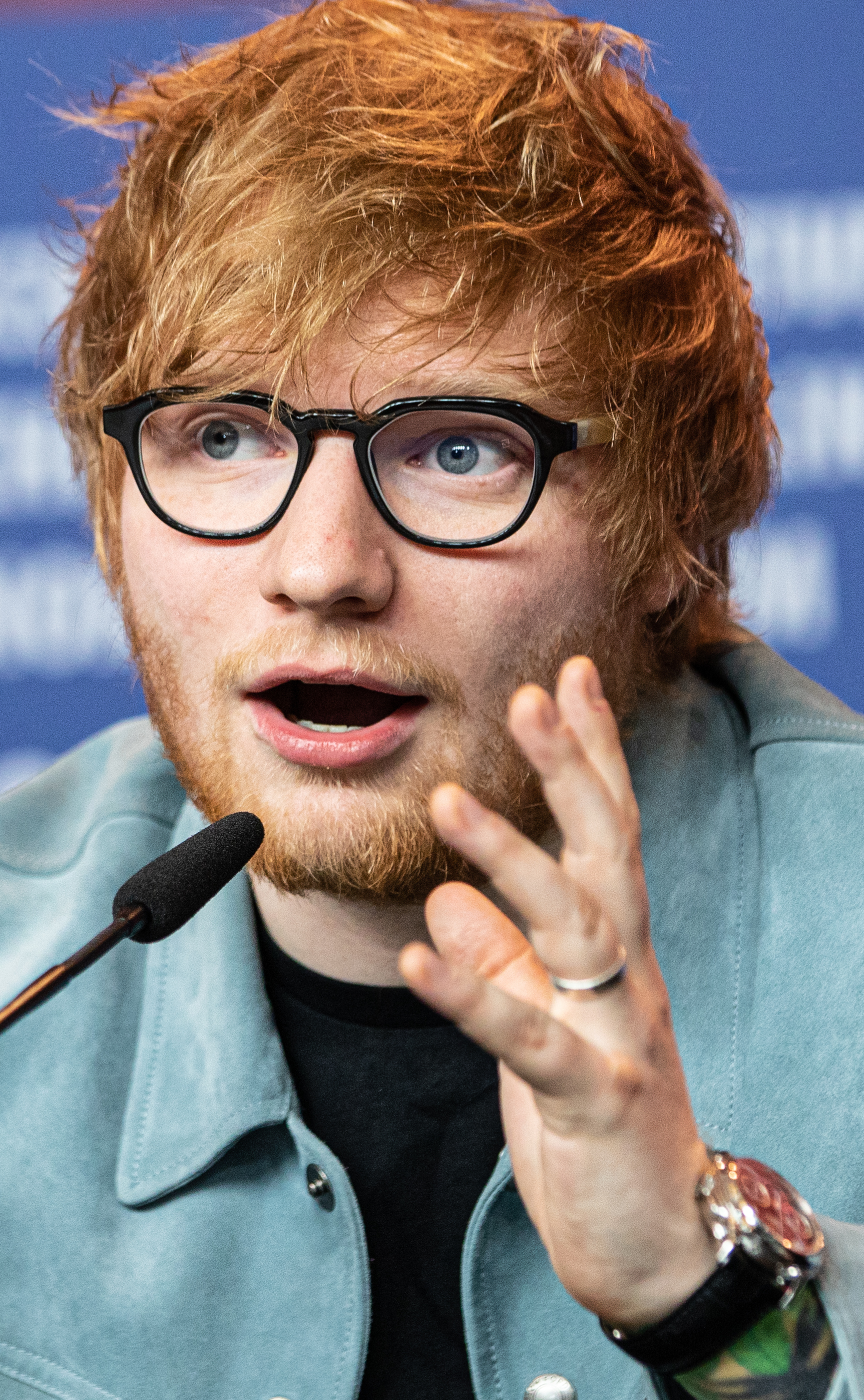
Il cantante britannico Ed Sheeran ha ottenuto il suo terzo album a raggiungere la prima posizione, con No. 6 Collaborations Project.

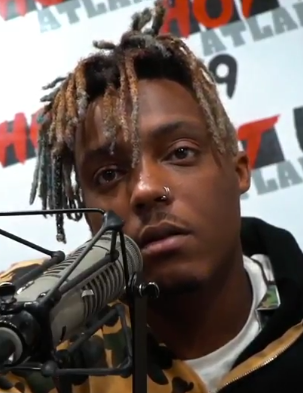
Death Race for Love, il secondo album del rapper Juice Wrld, è diventato il suo primo album a raggiungere la vetta della Billboard 200. Diventerà il suo ultimo album pubblicato prima della sua morte, avvenuta a fine 2019.

## Billboard 200
| † | When We All Fall Asleep, Where Do We Go? di Billie Eilish è stato l'album con le migliori prestazioni del 2019. |

| Data         | Album                                      | Artista                               | Tot. sett. #1 | Unità vendute | Fonti  |
| ------------ | ------------------------------------------ | ------------------------------------- | ------------- | ------------- | ------ |
| 5 gennaio    | I Am > I Was                               | 21 Savage                             | 2             | 131.000       | [ 2 ]  |
| 12 gennaio   | I Am > I Was                               | 21 Savage                             | 2             | 65.000        | [ 3 ]  |
| 19 gennaio   | Hoodie SZN                                 | A Boogie wit da Hoodie                | 3             | 58.000        | [ 4 ]  |
| 26 gennaio   | Hoodie SZN                                 | A Boogie wit da Hoodie                | 3             | 56.000        | [ 5 ]  |
| 2 febbraio   | Future Hndrxx Presents: The Wizrd          | Future                                | 1             | 126.000       | [ 6 ]  |
| 9 febbraio   | DNA                                        | Backstreet Boys                       | 1             | 234.000       | [ 7 ]  |
| 16 febbraio  | Hoodie SZN                                 | A Boogie wit da Hoodie                | 3             | 47.000        | [ 8 ]  |
| 23 febbraio  | Thank U, Next                              | Ariana Grande                         | 2             | 360.000       | [ 9 ]  |
| 2 marzo      | Thank U, Next                              | Ariana Grande                         | 2             | 151.000       | [ 10 ] |
| 9 marzo      | A Star Is Born                             | Lady Gaga e Bradley Cooper            | 4             | 129.000       | [ 11 ] |
| 16 marzo     | Wasteland, Baby!                           | Hozier                                | 1             | 89.000        | [ 12 ] |
| 23 marzo     | Death Race for Love                        | Juice Wrld                            | 2             | 165.000       | [ 13 ] |
| 30 marzo     | Death Race for Love                        | Juice Wrld                            | 2             | 74.000        | [ 14 ] |
| 6 aprile     | Bad Habits                                 | Nav                                   | 1             | 82.000        | [ 15 ] |
| 13 aprile    | When We All Fall Asleep, Where Do We Go? † | Billie Eilish                         | 3             | 313.000       | [ 16 ] |
| 20 aprile    | Free Spirit                                | Khalid                                | 1             | 202.000       | [ 17 ] |
| 27 aprile    | Map of the Soul: Persona                   | BTS                                   | 1             | 230.000       | [ 18 ] |
| 4 maggio     | When We All Fall Asleep, Where Do We Go? † | Billie Eilish                         | 3             | 88.000        | [ 19 ] |
| 11 maggio    | Hurts 2B Human                             | Pink                                  | 1             | 115.000       | [ 20 ] |
| 18 maggio    | Father of the Bride                        | Vampire Weekend                       | 1             | 138.000       | [ 21 ] |
| 25 maggio    | Confessions of a Dangerous Mind            | Logic                                 | 1             | 80.000        | [ 22 ] |
| 1 giugno     | Igor                                       | Tyler, the Creator                    | 1             | 165.000       | [ 23 ] |
| 8 giugno     | When We All Fall Asleep, Where Do We Go? † | Billie Eilish                         | 3             | 62.000        | [ 24 ] |
| 15 giugno    | Center Point Road                          | Thomas Rhett                          | 1             | 76.000        | [ 25 ] |
| 22 giugno    | Happiness Begins                           | Jonas Brothers                        | 1             | 414.000       | [ 26 ] |
| 29 giugno    | Madame X                                   | Madonna                               | 1             | 95.000        | [ 27 ] |
| 6 luglio     | Help Us Stranger                           | The Raconteurs                        | 1             | 88.000        | [ 28 ] |
| 13 luglio    | Indigo                                     | Chris Brown                           | 1             | 108.000       | [ 29 ] |
| 20 luglio    | Revenge of the Dreamers III                | Artisti vari della Dreamville Records | 1             | 115.000       | [ 30 ] |
| 27 luglio    | No. 6 Collaborations Project               | Ed Sheeran                            | 2             | 173.000       | [ 31 ] |
| 3 agosto     | No. 6 Collaborations Project               | Ed Sheeran                            | 2             | 78.000        | [ 32 ] |
| 10 agosto    | The Search                                 | NF                                    | 1             | 130.000       | [ 33 ] |
| 17 agosto    | Care Package                               | Drake                                 | 1             | 109.000       | [ 34 ] |
| 24 agosto    | We Are Not Your Kind                       | Slipknot                              | 1             | 118.000       | [ 35 ] |
| 31 agosto    | So Much Fun                                | Young Thug                            | 1             | 131.000       | [ 36 ] |
| 7 settembre  | Lover                                      | Taylor Swift                          | 1             | 867.000       | [ 37 ] |
| 14 settembre | Fear Inoculum                              | Tool                                  | 1             | 270.000       | [ 38 ] |
| 21 settembre | Hollywood's Bleeding                       | Post Malone                           | 5             | 489.000       | [ 39 ] |
| 28 settembre | Hollywood's Bleeding                       | Post Malone                           | 5             | 198.000       | [ 40 ] |
| 5 ottobre    | Hollywood's Bleeding                       | Post Malone                           | 5             | 149.000       | [ 41 ] |
| 12 ottobre   | Kirk                                       | DaBaby                                | 1             | 146.000       | [ 42 ] |
| 19 ottobre   | SuperM – The 1st Mini Album                | SuperM                                | 1             | 168.000       | [ 43 ] |
| 26 ottobre   | AI YoungBoy 2                              | YoungBoy Never Broke Again            | 1             | 110.000       | [ 44 ] |
| 2 novembre   | Hollywood's Bleeding                       | Post Malone                           | 5             | 93.000        | [ 45 ] |
| 9 novembre   | Jesus is King                              | Kanye West                            | 1             | 264.000       | [ 46 ] |
| 16 novembre  | Hollywood's Bleeding                       | Post Malone                           | 5             | 78.000        | [ 47 ] |
| 23 novembre  | What You See Is What You Get               | Luke Combs                            | 2             | 172.000       | [ 48 ] |
| 30 novembre  | Courage                                    | Céline Dion                           | 1             | 113.000       | [ 49 ] |
| 7 dicembre   | A Love Letter to You                       | Trippie Redd                          | 1             | 104.000       | [ 50 ] |
| 14 dicembre  | Frozen II                                  | Cast del film Frozen II               | 1             | 80.000        | [ 51 ] |
| 21 dicembre  | Please Excuse Me for Being Antisocial      | Roddy Ricch                           | 4             | 101.000       | [ 52 ] |
| 28 dicembre  | Fine Line                                  | Harry Styles                          | 2             | 183.000       | [ 53 ] |

Note:
1. ↑  Ha raggiunto il numero uno anche nel 2018
2. ↑  Ha raggiunto il numero uno anche nel 2020
3. ↑  Ha raggiunto il numero uno anche nel 2020
4. ↑  Ha raggiunto il numero uno anche nel 2020